# Ан-248
Ан-248 — неоконченный проект украинского пассажирского самолёта, разработанный конструкторским бюро Антонова.
Новый украинский авиалайнер должен был составить конкуренцию крупнейшему на тот момент пассажирскому самолёту Airbus A380, который может перевозить за один рейс до 800 пассажиров. По результатам предварительных переговоров, руководство АНТК пришло к выводу, что в Ан-248 заинтересованы в первую очередь компании с Саудовской Аравии, Кувейта и ОАЭ. Определённую заинтересованность также высказали и некоторые крупные российские компании.
Согласно проектным данным, Ан-248 сможет перевозить до 715 пассажиров в одноклассной компоновке и до 605 пассажиров в комплектации с отдельными персональными люкс-кабинками для особо важных персон.